# 라이언 케네디
라이언 케네디(Ryan Kennedy, 1982년 12월 6일 ~ )는 캐나다의 배우, 모델이다.

## 출연 작품
- 럭키 인 러브 (2014)
- 죽음의 포옹 (2013)
- Nearlyweds (2013)
- 하이브리드 (2010)
- 더 브레이크업 아티스트 (2009)
- 아이스 토네이도 (2009)
- 오거 (2008, Ogre)
- 스톰 셀 (2008)
- Taming Tammy (2007)
- 인비저블 (2007)
- A Little Thing Called Murder (2006)
- 쇼크 투 더 시스템 (2006)
- 카테고리 6 - 지구 멸망의 날 (2004)
- 어벤던 (2002)
- 스크림 (1996)

### 텔레비전
- 플래시포인트 (2009)
- 사이크 (2009)
- 스타게이트 유니버스 (2009)
- 헬캣츠 (2010)
- 페어리 리갈 (2011)
- 메이저 크라임 (2014, 2017)
- 굿 닥터 (2020)